# Taqchita

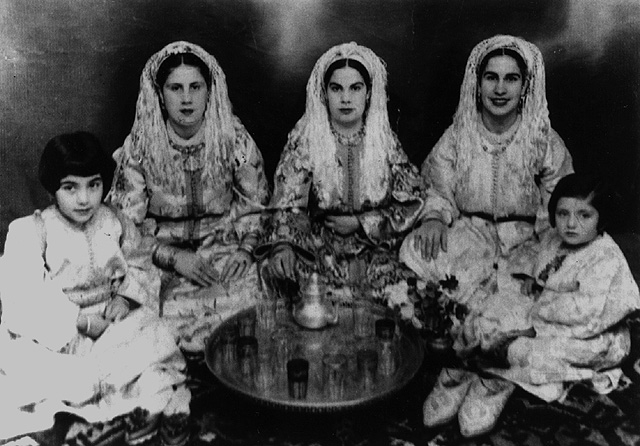
Marokkaanse dames dragen een taqchita (1939)

Taqchita (alternatieve spelling: takchita, takcheeta, tackchita) is een traditioneel Marokkaans kledingstuk voor vrouwen welke veelal tijdens bruiloften wordt gedragen. 
Het kleed bestaat uit twee stukken: een onderjurk van fijne stof, deze wordt een "tahtia" genoemd. Daarover komt een overjurk met op de voorkant vaak de traditionele "dfina": deze bovenste laag is vaak rijkelijk versierd met kralen borduurwerk en pailletten.